# Dendrocerus remaudierei
Dendrocerus remaudierei is een vliesvleugelig insect uit de familie van de Megaspilidae. De wetenschappelijke naam van de soort is voor het eerst geldig gepubliceerd in 1974 door Dessart.